# Tambu
Tambu — девятый студийный альбом американской рок-группы Toto, изданный в 1995 году.

## Об альбоме
Tambu стал первым альбомом для нового барабанщика коллектива, Саймона Филлипса, которому музыканты предложили заменить умершего Джеффа Поркаро. Продюсером Tambu был Эллиот Шейнер. Он был издан осенью 1995 года в Европе, а в США его выпустили в 1996 году на лейбле Legacy Recordings.
Критик Уильям Рульманн из Allmusic поставил альбому 2 звезды из пяти и выразил мысль, что на этой пластинке Toto посвятили композиции философским размышлениям о жизни, отразив в них свои представления об апатии, надежде, вере, свободе, безнадёжности, лицемерии, ярости. «Gift of Faith», первый трек диска, отражающий взгляды членов группы, показывает, что они размышляют над важными проблемами серьёзно. Другие песни повествуют о трудностях в личных романтических отношениях, хотя по мнению рецензента, в них больше говорится об обычных страданиях. Для Tambu участники коллектива создали жесткое блюзовое звучание, а также увеличили длительность пластинки до 70 минут.
Пол Верна из журнала Billboard посчитал, что альбом не подходит для новых поклонников Toto, однако, согласно мнению обозревателя, его композиции схожи по музыкальной структуре с Toto IV. Кроме того, было упомянуто, что на пластинке есть неплохие запоминающиеся песни, такие, как «If You Belong to Me», «The Road Goes On» и «Just Can’t Get to You».  Обозреватель из издания Absolute Sound назвал пластинку превосходной и «практически идеальной», а также сообщил, что Tambu звучит лучше, чем предыдущие работы группы.
Коммерчески, альбом был успешен и продан тиражом в 600 000 экземпляров, лучшие продажи пришлись на Францию, Норвегию и Японию. В 1997 году альбом был номинирован на премию «Грэмми» в номинации «Лучший дизайн неклассического альбома».

## Список композиций
| №   | Название                | Автор(ы)                              | Длительность |
| --- | ----------------------- | ------------------------------------- | ------------ |
| 1.  | «Gift of Faith»         | Люкатер, Линч, Пейч                   | 7:23         |
| 2.  | «I Will Remember»       | Люкатер, Линч                         | 6:06         |
| 3.  | «Slipped Away»          | Люкатер, Линч, Пейч, Филлипс, Поркаро | 5:16         |
| 4.  | «If You Belong to Me»   | Люкатер, Линч, Пейч                   | 5:03         |
| 5.  | «Baby He's Your Man»    | Гаррет, Люкатер, Пейч                 | 5:40         |
| 6.  | «The Other End of Tim»  | Гудрам, Люкатер                       | 5:04         |
| 7.  | «The Turning Point»     | Люкатер, Линч, Пейч, Филлипс, Поркаро | 5:25         |
| 8.  | «Time Is the Enemy»     | Люкатер, Пейч, Уэйбилл                | 5:40         |
| 9.  | «Just Can't Get to You» | Баллард, Люкатер, Пейч                | 5:03         |
| 10. | «Drag Him to the Roof»  | Люкатер, Линч, Пейч                   | 6:10         |
| 11. | «Dave's Gone Skiing»    | Люкатер, Филлипс, Поркаро             | 4:59         |
| 12. | «The Road Goes On»      | Баллард, Люкатер, Пейч                | 4:26         |

| №   | Название   | Автор(ы)                    | Длительность |
| --- | ---------- | --------------------------- | ------------ |
| 13. | «Blackeye» | Пейч, Дуглас Макри, Люкатер | 3:52         |

## Чарты
| Чарт (1995)            | Максимальная позиция |
| ---------------------- | -------------------- |
| Austrian Albums Chart  | 40                   |
| Belgian Albums Chart   | 50                   |
| Dutch Albums Chart     | 9                    |
| Finnish Albums Chart   | 6                    |
| French Albums Chart    | 74                   |
| German Albums Chart    | 36                   |
| Norwegian Albums Chart | 6                    |
| Swedish Albums Chart   | 5                    |
| Swiss Albums Chart     | 22                   |

## Участники записи
| Toto - Стив Люкатер — гитара, вокал, бэк-вокал, мандолина в «The Road Goes On», пианино и синтезатор в «I Will Remember», «The Other End of Time» и «Just Can’t Get to You», композитор - Дэвид Пейч — клавишные, синтезатор (за исключением «I Will Remember»), пианино (кроме «The Other End of Time» и «Just Can’t Get to You») бэк-вокал, вокал в «The Turning Point» и «Drag Him to the Roof», орган Хаммонда в «The Turning Point» и «Just Can’t Get to You», дирижёр, струнные аранжировки, композитор - Майк Поркаро — бас-гитара, композитор - Саймон Филлипс — ударные, клавишные в «The Turning Point», Roland TR-808, композитор Другие музыканты - Ленни Кастро — перкуссия в «Gift of Faith», «I Will Remember» и «The Other End of Time» - Майкл Фишер — перкуссия в «If You Belong to Me» - Паулино да Коста — перкуссия в «Baby He’s Your Man», «The Turning Point» и «Time is the Enemy» - Дженни Дуглас Макри — бэк-вокал, вокал в «Baby He’s Your Man» и «Drag Him to the Roof» - Джон Джеймс — бэк-вокал, вокал в «Drag Him to the Roof» - Филлип Ингрем — бэк-вокал - Рики Нельсон — бэк-вокал в «Baby He’s Your Man» и «The Turning Point» | А также - Дэниел Бреретон, Мелоди Лоуренс — обложка альбома - Фи Уэйбилл, Стэн Линч, Сайда Гаррет — композиторы - Джон Джессел, Билл Эйри Смит, Шон Скиммел — звукозаписывающие инженеры - Эллиот Шейнер — звукозаписывающий инженер, продюсер, микширование |